# Shigeo Kogure
Shigeo Kogure (jap. 木暮茂夫 Kogure Shigeo; ur. 3 października 1935 w prefekturze Tochigi, zm. 13 października 2009 w Nishinomiyi) – japoński sztangista.
W 1958 zdobył złoty medal igrzysk azjatyckich w wadze koguciej.
W 1960 zajął 4. miejsce na igrzyskach olimpijskich w tej samej wadze z wynikiem 322,5 kg.
Zmarł 13 października 2009 w Nishinomiyi na raka płuc. Pochowany został 18 października 2009 w Ashikadze.